# Internationale Kommunistische Stroming

Het IKS logo is gebaseerd op origineel werk van Boris Kustodiev

De Internationale Kommunistische Stroming (IKS) is een internationale linkscommunistische organisatie die is gesticht in 1975 en secties heeft in Frankrijk, Groot-Brittannië, Mexico, België, Nederland, Duitsland, Spanje, Venezuela, Brazilië, Zweden, India, Italië, Verenigde Staten, Zwitserland, de Filipijnen en Turkije. De IKS heeft als jaarlijkse centrale uitgave de International Review.

## Ideologie
De IKS plaatst zichzelf in de traditie van het linkscommunisme. 'Linkse' groepen, ongeacht Trotskistisch, Stalinistisch, of Maoïstisch, worden gezien als "de linkerzijde van het politieke apparaat van het kapitaal". Volgens de IKS kunnen deze groepen nooit de ware vertegenwoordigers zijn van het proletariaat. Echter, de IKS ziet andere links-communistische organisaties, radencommunisten en anarchisten wel als onderdeel van het internationale revolutionaire proletarische kamp.
De IKS verwerpt, in hun eigen woorden, de bourgeois democratie, en concludeert dat "het in zijn kern niet anders is dan andere vormen van de kapitalistische dictatuur, zoals het Stalinisme en fascisme". De IKS is ook vijandig tegenover de gevestigde vakbonden, die zij ziet als "onderdelen van de kapitalistische orde binnen het proletariaat".
In plaats daarvan gelooft de IKS in de zelf-organisatie van de arbeidersklasse, die zichzelf via arbeidersraden zou moeten organiseren, buiten het parlement om. De organisatie van de arbeidersklasse dient te geschieden op een internationaal niveau; de revolutie kan alleen slagen als het een wereldrevolutie is. Deze revolutie moet dan leiden tot het einde van nationale staten en een dictatuur van het proletariaat op wereldniveau.
Onder de dictatuur van het proletariaat zullen alle kapitalistische sociale relaties afgeschaft worden, zoals onder andere loonwerk, nationale grenzen en commodificatie. In plaats daarvan zullen alle economische activiteiten georiënteerd zijn op de menselijke behoefte. De IKS definieert de rol van de voorhoedepartij noch als leidende partij, noch als volledige vertegenwoordiging van de arbeidersklasse, maar als een participerende actor in de arbeidersbeweging.
Lid worden van de IKS is niet eenvoudig. De IKS omschrijft het proces zelf als volgens: "Elke kameraad die zijn kandidatuur stelt moet zich wapenen met een dosis geduld om het integratieproces in onze organisatie aan te pakken". Leden van de IKS moeten zich in de organisatie assimileren en zich ontdaan hebben van kleinburgerlijk individualisme, jaloezie, concurrentiegeest en rivaliteit, die slechts littekens van de burgerlijke klassenideologie zijn.

## Nederland en België
De Nederlandse sectie van de IKS bracht, naast onregelmatige pamfletten, vier keer per jaar de krant Wereldrevolutie uit. De Belgische sectie bracht ook vier keer per jaar een krant uit, genaamd Internationalisme. Daarnaast organiseren de secties af en toe openbare bijeenkomsten waarin zowel actuele als historische onderwerpen worden gesproken.
Sinds enige tijd zijn de beide kranten gefuseerd tot Internationalisme & Wereldrevolutie. De Benelux sectie brengt deze krant tweemaal per jaar uit. 